# Daniel Barbu
Daniel Constantin Barbu (ur. 21 maja 1957 w Bukareszcie, zm. 18 marca 2024) – rumuński historyk, publicysta, nauczyciel akademicki i polityk, w latach 2012–2013 minister kultury, senator.

## Życiorys
W 1980 ukończył historię sztuki na uczelni artystycznej (późniejszym Universitatea Națională de Arte Bucureș). Doktoryzował się w zakresie historii na Uniwersytecie Babeș-Bolyai (1991) oraz filozofii na Uniwersytecie Bukareszteńskim (1999). W latach 90. kształcił się również w Szwajcarii i we Francji.
W latach 1981–1986 pracował jako muzealnik w jednej z placówek muzealnych w Bukareszcie. W 1987 został pracownikiem naukowym na Uniwersytecie Bukareszteńskim, a w 1990 w Academia Română. W 1997 został profesorem nauk politycznych na stołecznym uniwersytecie. Pełnił funkcję dziekana wydziału nauk politycznych i administracji (1994–2000), dyrektora jednego z instytutów (1999–2011), dziekana wydziału nauk politycznych (2002–2004) i kierownika katedry politologii (2004–2010). Gościnnie wykładał m.in. na uczelniach w Grecji, Stanach Zjednoczonych i Francji. W latach 90. zajmował się też działalnością wydawniczą, był m.in. dyrektorem wydawnictwa i dyrektorem generalnym dziennika „Realitatea Românească”.
W latach 1997–1998 pełnił funkcję doradcy prezydenta Emila Constantinescu. W 2012 dołączył do Partii Narodowo-Liberalnej. W tym samym roku został wybrany w skład Senatu, w którym zasiadał do 2016. Od grudnia 2012 do grudnia 2013 sprawował urząd ministra kultury w gabinecie Victora Ponty.
W 2017 powołany na przewodniczącego Autoritatea Electorală Permanentă, państwowego organu odpowiedzialnego za przeprowadzanie wyborów. W lutym 2019 zrezygnował z kierowania tą instytucją, motywując to względami osobistymi. W tym samym miesiącu został przedstawiony jako kandydat Sojuszu Liberałów i Demokratów w majowych wyborach europejskich (w których nie uzyskał mandatu).

## Odznaczenia
- Oficer Orderu Gwiazdy Rumunii – 2000[2][8]